# Ian Waltz
Ian Waltz (ur. 15 kwietnia 1977 w Post Falls, w stanie Idaho) – amerykański lekkoatleta, dyskobol.

## Osiągnięcia
- 5. lokata na mistrzostwach świata (Helsinki 2005)
- 3. miejsce podczas pucharu świata (Ateny 2006)
- wielokrotne mistrzostwo USA

Dwa razy miał zaszczyt wystąpić na igrzyskach olimpijskich. Zarówno podczas igrzysk w Atenach, jak i igrzysk w Pekinie nie zdołał zakwalifikować się do fazy finałowej.

## Rekordy życiowe
- rzut dyskiem – 68,91 m (2006)
- pchnięcie kulą – 20,10 m (2002)